# Combattenti per la Libertà
I Combattenti per la Libertà (Freedom Fighters) sono un gruppo immaginario di supereroi della DC Comics, membri della fallita, Quality Comics. Il Team comparve per la prima volta nel team-up tra la Justice League of America e la Justice Society of America, avvenuto in Justice League of America nei numeri 107 e 108 tra l'ottobre e il dicembre 1973, scritto da Len Wein e illustrato da Dick Dillin. La serie a loro dedicata inizia con Freedom Fighters n. 1 dell'aprile 1976, scritto da Gerry Conway e Martin Pasko, e illustrato da Rick Estrada.

## Storia della squadra
Sebbene quando i Freedom Fighters apparvero per la prima volta in Justice League of America n. 107-108, erano considerati nativi della Terra-X, le storie retroattive stabilirono il gruppo come nativo della Terra-Due, che emigrarono sulla Terra-X.
La prima versione dei Freedom Fighters fu assemblata il 7 dicembre 1941. Lo zio Sam li riunì, assemblando Neon, Magno, il Red Torpedo, l'Invisible Hood, Miss America e Hourman per prevenire una tragedia. Tuttavia, questo gruppo ha fallito nel tentativo di fermare la devastazione a Pearl Harbor. Tutti, tranne lo zio Sam e Hourman, in origine erano creduti morti, ma in realtà solo Magno morì.
Questa versione del gruppo era una riconciliazione e la loro battaglia e presunte morti furono descritte nelle pagine di Roy Thomas che raccontavano quell'epoca: All-Star Squadron e Young Young-Stars.
Si dice che la versione DC dei personaggi risiedesse nel mondo parallelo di "Terra-X", dove la Germania nazista alla fine vinse una prolungata seconda guerra mondiale a causa di un'invasione giapponese della California e dello sviluppo di armi nucleari da parte dei nazisti.
I Combattenti ebbero una propria rivista per quindici numeri dal 1976 al 1978, in cui attraversarono la Terra-1 e furono rapidamente affrontati Silver Ghost. Trascorrono il resto della serie in fuga dalla legge, incapaci di liberarsi. La serie è stata annullata prima della conclusione della trama; doveva essere completato nella Secret Society of Super Villains, ma anche quello fu cancellato prima che la storia potesse essere pubblicata. Questa serie ha anche introdotto i crociati e reintrodotto Firebrand.
Oltre ai membri principali della "seconda squadra" ossia i membri visti nei fumetti degli anni settanta, si unirono a loro altri eroi della Quality: Red Bee, Miss America, Manhunter, Plastic Man e Quicksilver.
Fin da Crisi sulle Terre infinite, le vicende dei Combattenti per la Libertà erano ambientate sulla Terra principale dell'Universo DC, tutti membri dell'All-Star Squadron.
Anni dopo la guerra, negli anni ottanta, una terza incarnazione del team fece la sua apparizione, con la nascita di una nuova generazione di eroi. La Justice Society, Blackhawks e i Combattenti per la Libertà furono catturati da creature aliene, gli Appellax, e imprigionati in campi di concentramento. Furono poi liberati dalla Justice League of America.
Quindi i Combattenti per la Libertà si riunirono per un breve periodo, ma subito si ridivisero quando Firebrand fu ucciso in battaglia da Silver Ghost.
Una quarta, più moderna versione della squadra comparve come squadra d'ausilio alla Justice Society of America. La Bomba Umana, Black Condor e Phantom Lady vennero uccisi dalla Società segreta dei supercriminali in Crisi infinita n. 1. Damage fu seriamente ferito, Iron Munro non era presente, mentre Raggio fu catturato dallo Psico-Pirata e connesso alla torre di alterazione temporale di Alexander Luthor.

## Team attuale
Un nuovo team di eroi debuttò nella serie limitata, Crisis Aftermath:The Battle for Blüdhaven, e più tardi comparve come parte dei Combattenti per la Libertà in Zio Sam e i Combattenti per la Libertà, pubblicato, per la prima volta, nel luglio 2006. Questa squadra era formata dalle nuove incarnazioni di Phantom Lady, Raggio (Stan Silver), la Bomba Umana, Doll Man, Bigfoot, Destroyer e Face. Questi componenti sono una parte dello S.H.A.D.E., un'agenzia segreta americana, guidata da Padre Tempo. Il nuovo team ha la licenza di commettere assassini e altri atti illegali contro criminali e organizzazioni terroriste. Nel numero 1 di Zio Sam e i Combattenti per la Libertà, il team ha il compito di catturare il rinato Zio Sam, impegnato nella rinascita di una sua nuova versione dei Combattenti per la Libertà. Sam riuscirà più tardi a reclutare i membri dello S.H.A.D.E. alla sua causa, disapprovando però apertamente il loro utilizzo della forza bruta, quando non necessaria.
Questa versione della squadra è basata su un'idea del fumettista Grant Morrison. Zio Sam viene raffigurato come una figura quasi simile a Cristo, resuscitato dai morti, con un nuovo Firebrand nel ruolo di Giovanni il Battista. Viene mostrato Padre Tempo mentre aiuta in segreto l'assassino del senatore Frank Knight, nel mezzo di una campagna per la Presidenza degli Stati Uniti, rimpiazzato da un robot, il Gonzo, il Bastardo Meccanico, che procede secondo i piani nell'impiantare, con l'aiuto della legge, i chip RFID in ogni cittadino americano, per controllarli fino a portare caos nel mondo attraverso la guerra.
In Zio Sam e i Combattenti per la Libertà n. 3, una squadra creata da Padre Tempo, chiamata First Strike attaccò i Combattenti per la Libertà, ma non prima di aver fermato il nuovo Black Condor.
Nel numero 4, Condor progetta di indebolire i First Strike abbastanza a lungo da permettere ai Combattenti per la Libertà di ingaggiare una battaglia contro di loro. La Bomba Umana uccide il primo membro dei First Strike, Propaganda, per cui il team si ritira al quartier generale dello S.H.A.D.E.
Nel numero 5, i Combattenti per la Libertà battono i First Strike, ma ebbero a che fare con una donna che diceva di essere Miss America. Mentre erano sotto tortura, il quartier generale dello S.H.A.D.E. viene attaccato da una nuova Red Bee e da una donna più anziana che afferma di essere la vera Miss America.
Nel numero 6, i Combattenti per la Libertà sconfiggono la nuova Miss America con l'aiuto dell'originale, costringendo Padre Tempo alla fuga. Mentre cambia da un corpo all'altro, Padre Tempo ordina di mandare in campo il "traditore". Si tratta di Raggio, che attacca e uccide il Nuovo Invisible Hood, abbattendo perfino i rinforzi.
Nel numero 7, i Combattenti per la Libertà si incontrano con i Cosmigods quando Zio Sam li chiama. Nel mezzo della battaglia, Raggio si confronta con Ray Terrill, il Raggio originale. Come predetto, Gonzo riattiva il nuovo rinnovato Padre Tempo, che procede nel fornire a Zio Sam la prova della vera identità di Gonzo. Sam presenta l'evidenza al mondo, mentre la battaglia tra i Combattenti per la Libertà e i First Strike ricomincia.
Nel numero 8 i Combattenti per la Libertà ingaggiano una battaglia contro l'unità operativa metaumana di Gonzo al Washington Monument, ottenendo subito il favore del popolo. Agli occhi del pubblico ora sono visti come veri eroi, che si rivelerà, più tardi, essere da tempo una strategia di Padre Tempo. Ingannò Gonzo nel fagli credere che lo S.H.A.D.E. era contro la squadra di Zio Sam, mentre in realtà stava preparando i Combattenti per la Libertà ad una minaccia che avrebbero affrontato in futuro. Padre Tempo catturò Gonzo e lo trasformò in una "Scatola Orfana" nella forma di un paio di spettacoli. Pianificò di utilizzarlo contro il suo creatore, il Demone dell'Ombra. Tutti i membri dell'unità operativa metaumana sparirono seguiti da Padre tempo dalla linea temporale. Una settimana dopo, il nuovo Presidente promosse i Combattenti per la Libertà nuovi direttori dello S.H.A.D.E.

## Avventure future
In Countdown n. 38, i Combattenti per la Libertà tentano di fermare il lancio di un razzo nucleare, pianificato dal Calcolatore.
Nelle nuove miniserie dei Combattenti per la Libertà del settembre 2007, Red Bee viene catturata da uno sciame di insetti alieni e trasformata in un ibrido insetto/uomo. Nello stesso tempo, lo S.H.A.D.E. pianifica di pubblicizzare la presenza dei Combattenti per la Libertà per aiutare ad incrementare la fede del cittadino medio nel governo americano.
Zio Sam, Firebrand, Doll Man e la Bomba Umana rifiutarono di portare avanti il piano, e ritornarono su Heartland. Per un po', i Combattenti per la Libertà, la celebrità fu patrimonio di un nuovo gruppo chiamato i Crociati. Red Bee più tardi collassò nel suo appartamento, e uno sciame di insetti improvvisamente uscì dal suo corpo.
Phantom Lady, incapace di sostenere l'attenzione dei media, si ubriaca, rischiando persino di uccidere un criminale in diretta TV. Stormy viene portata su Heartland, dove il suo corpo viene disintossicato dalle tossine da Miss America.
Zio Sam e Doll Man reclutano il Doll Man originale (Darrell Dane) da un micro-ambiente all'interno del Pentagono. Dopo che il Capo del programma Crociati, Robbins, ha tentato di uccidere Red Bee, i Combattenti per la Libertà si confrontarono con lui. Fu rivelato che Robbins aveva i poteri mentali che utilizzò contro i crociati e Stormy, inducendola ad ubriacarsi.
Mentre i Crociati e i Combattenti per la Libertà combattono, Red Bee finì per soccombere al suo lato insettoide, utilizzando i suoi ferormoni per schiavizzare i Crociati e i Combattenti per la Libertà, preparandosi a creare un alveare sulla Terra. Nel frattempo, un tentativo di curare Doll Man e altri individui di micro-taglia fallisce in modo tragico, in quanto tutti loro finiscono per fondersi in un unico essere mutante. Il mutante finisce per andare su tutte le furie finché Emma Thompson non raggiunge Lester. Red Bee viene curata dalla sua afflizione da Langford Terrill, che ottenne i suoi poteri da Neon lo Sconosciuto. Il team quindi si prepara a combattere un'invasione di insettoidi. Dopo la loro vittoria, il gruppo si separa, ma Sam dichiara che, quando inizierà la crisi, si avrà bisogno di loro.

## Altre versioni
- Nell'ultimo numero di "52", viene rivelata l'esistenza di un nuovo multiverso, consistente di 52 diverse realtà. Tra le realtà parallele mostrate, una è quella designata col nome di Terra-10, o "X" se numerata con i numeri romani. Questa rappresenta la Terra-X pre-crisi - in cui esistono versioni naziste dei Leaguers e versioni alternative dei Combattenti per la Libertà. Emerso da un'idea di Grant Morrison, questo universo alternativo non è la Terra-X pre-crisi, in questo modo i nuovi personaggi non sono collegati alla versione precedente.
- I Combattenti per la Libertà originali comparvero in Justice League Unlimited episodio n. 17. Un'agenzia governativa statunitense criminale li manda contro la Justice League. L'appello fu per Zio Sam, Doll Man, Bomba Umana, Phantom Lady, Raggio, e Black Condor. Nel fumetto viene chiarito che il Raggio che fa parte dei Combattenti per la Libertà è il padre del Raggio che compare in molti episodi della serie animata Justice League Unlimited.
- Nella miniserie della WildStorm, The Authority:Revolution, i protagonisti all'inizio sono un gruppo chiamato, Figli della Libertà, un gruppo super patriottico degli anni quaranta e cinquanta. Ne fanno parte: Paul Revere, dotato di superforza ed "empatia televisiva", Minute-Maid, dotato di superforza, la Granata a Mano Umana, capacità di restrizione, di esplosione e di ricostruzione del proprio corpo, e Fallout, un uomo con poteri nucleari che indossa un velo. Il gruppo è un contraltare dei Combattenti per la Libertà.
- Nell'Universo della DC Comics, i Figli della Libertà sono un gruppo paramilitare finanziati dall'Agente Libertà.
- In Countdown Presents:The Search for Ray Palmer, Superwoman/Batwoman n. 1, viene rivelato che Terra-11 è il pianeta di origine delle versioni di sesso opposto delle persone di Terra-1. Tra di loro ci sono i Combattenti per la Libertà, una versione femminile di Raggio, Bomba Umana, Black Condor, e, stranamente, Etrigan, così come le versioni maschili di Phantom Lady chiamato Phantom Man. Tutti sono guidati da Columbia, la versione femminile di Zio Sam.
- In una linea temporale alternativa presentata in The All-New Booster Gold n. 8, esiste un gruppo che si auto definisce Combattenti per la Libertà. Consiste dei personaggi di Hawkman, Freccia Verde, Anthro, Wild Dog e Pantha.

## Altri media
- Ray Terrill compare come personaggio di sfondo in un episodio della serie animata del DC Animated Universe Justice League Unlimited.
- Nel film del DC Extended Universe The Suicide Squad - Missione suicida (2021), un gruppo di partigiani cortomaltesiani chiamato i Combattenti per la Libertà compare nel film come i personaggi di supporto alla Task Force X, il loro capo è la partigiana Sol Soria interpretata da Alice Braga.